# Mike Vrabel
Michael George Vrabel (Akron, 14 de agosto de 1975) é um treinador de futebol americano e ex-linebacker da National Football League (NFL) que atualmente trabalha como técnico principal do New England Patriots. Ele jogou futebol americano universitário na Universidade Estadual de Ohio, onde ganhou consenso em todas as honras americanas. Como jogador, foi escolhido pelo Pittsburgh Steelers na terceira rodada do Draft da NFL de 1997 e mais tarde assinou com os Patriots em 2001, time que se tornou um All-Pro e foi três vezes campeão do Super Bowl. Terminou sua carreira como atleta com o Kansas City Chiefs em 2010.
Depois de se aposentar como jogador após a temporada de 2010, ele foi treinador de linebackers e da linha defensiva da Universidade Estadual de Ohio por três temporadas. Sua carreira de treinador na NFL começou em 2014 como treinador de linebackers do Houston Texans e, em seguida, coordenador defensivo, antes de ser contratado em 2018 como treinador do Tennessee Titans, posição que manteve até o final de 2023. No comando dos Titans, ele obteve 54 vitórias em 99 jogos.

## Primeiros anos
Vrabel nasceu em Akron, Ohio. Ele é graduado pela Walsh Jesuit High School em 1993 nas proximidades de Cuyahoga Falls, onde foi destaque em seu time de futebol americano.

## Carreira como jogador

### Faculdade
Vrabel aceitou uma bolsa de estudos esportiva na Ohio State University, onde jogou como Defensive end de 1993 a 1996. Ele acumulou 12 sacks no seu segundo ano, 13 no seu terceiro ano e 48 tackles e 9 sacks em seu último ano. Vrabel terminou sua carreira na Ohio State sendo nomeado o Jogador de Linha Defensiva da Big Ten em 1995 e 1996, tornando-se apenas o segundo jogador a ganhar o prêmio duas vezes (Wendell Bryant de Wisconsin foi o outro). Ele totalizou 36 sacks e 66 tackles para perdas de jardas.
Em 2012, ele foi introduzido ao Hall of Fame de Atletismo do estado de Ohio.

### National Football League

#### Pittsburgh Steelers
Vrabel foi recrutado pelo Pittsburgh Steelers na terceira rodada (91º escolha geral) da Draft da NFL de 1997. Ele passou as primeiras quatro temporadas de sua carreira em Pittsburgh. Seu jogo mais notável como um Steeler veio em sua temporada de estreia, quando ele sacou Drew Bledsoe no Divisional Round de 1997-98 e ajudou a conquistar sua vitória por 7-6 para os Steelers. Vrabel teve 12 tackles e 2,5 sacks em 1998, 9 tackles e 2 sacks em 1999 e 15 tackles, um sack e uma recuperação de fumble em 2000.

#### New England Patriots

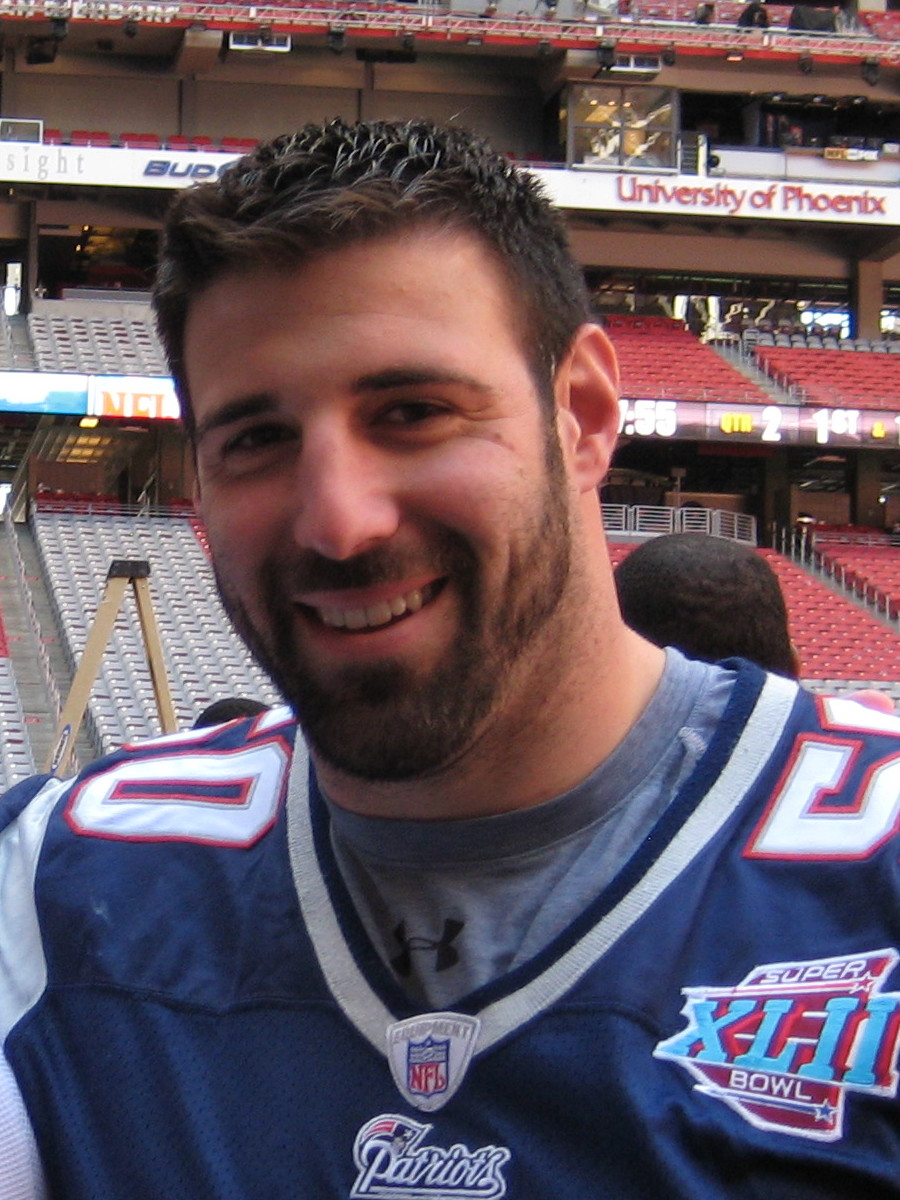
Vrabel no Super Bowl XLII em 2008

Vrabel se juntou ao New England Patriots como um agente livre na temporada de 2001-2002. Ele jogou em todos os jogos, sendo titular em 12. Ele ocasionalmente entrava como um recebedor elegível, alinhando-se como um Tight end. Belichick aproveitou isso em 2004 no Super Bowl XXXVIII. No quarto quarto, Tom Brady deu um passe de 1 jarda para Vrabel, fazendo de Vrabel o primeiro defensor a marcar um touchdown no ataque no Super Bowl desde que William "Refrigerator" Perry o fez pelo Chicago Bears contra os Patriots no Super Bowl XX. Vrabel também foi uma das estrelas defensivas; tendo dois sacks (um forçando um fumble) no quarterback do Carolina Panthers, Jake Delhomme.
No Super Bowl XXXIX em 2005, Vrabel recebeu um passe para touchdown de dois jardas, um feito retratado na capa do NFL Record and Fact Book de 2005. A recepção fez dele um dos 17 jogadores a receber dois ou mais passes para touchdown em Super Bowls.
Vrabel terminou com dez recepções na carreira em apenas 14 passes tentados, todos para touchdowns. Ele recebeu um em 2002, dois em 2004, três em 2005 e dois em 2007 na temporada regular, e um no Super Bowl XXXVIII e no XXXIX, todos com os Patriots, e um em 2009 e 2010 com os Chiefs. De acordo com o site Cold Hard Football Facts, nenhum outro jogador na história da NFL tem um histórico melhor de converter recepções em touchdowns. Sua versatilidade foi boa o suficiente para a NFL Network classificá-lo em # 7 em seu episódio Top 10 dos jogadores mais versáteis.
Na semana 8 da temporada de 2007, Vrabel forçou três fumble, teve três sacks, recuperou um Onside kick e marcou um touchdown ofensivo contra o Washington Redskins, pelo qual ele foi nomeado Jogador Defensivo da Semana da AFC. Em dezembro de 2007, ele foi selecionado para ser titular no Pro Bowl; em janeiro de 2008 ele foi nomeado para a equipe All-Pro da temporada de 2007.
Em 26 de dezembro de 2005, no último jogo da segunda-feira de futebol da ABC, Vrabel tornou-se, segundo o Elias Sports Bureau, o primeiro jogador a ter duas capturas de touchdown e um saque na bolsa. mesmo jogo.

#### Kansas City Chiefs
Em 27 de fevereiro de 2009, os Patriots negociaram Vrabel com o Kansas City Chiefs pelo que foi originalmente anunciado como uma escolha de draft não revelada. No dia seguinte, foi revelado que os Patriots trocaram tanto Vrabel quanto Matt Cassel em troca da segunda rodada dos Chiefs, a 34ª seleção geral no Draft da NFL de 2009.

### Estatísticas na NFL
| Ano      | Time     | Jogos | Tackles | Tackles | Tackles | Tackles | Interceptações | Interceptações | Interceptações | Interceptações | Interceptações | Interceptações | Fumbles  | Fumbles     |
| Ano      | Time     | Jogos | Comb    | Total   | Ast     | Sacks   | Int            | Jardas         | Média          | Long           | TD             | PD             | Forçados | Recuperados |
| -------- | -------- | ----- | ------- | ------- | ------- | ------- | -------------- | -------------- | -------------- | -------------- | -------------- | -------------- | -------- | ----------- |
| 1997     | PIT      | 15    | 17      | 14      | 3       | 1,5     | 0              | 0              | 0,0            | 0              | 0              | 0              | 2        | 1           |
| 1998     | PIT      | 11    | 9       | 6       | 3       | 2,5     | 0              | 0              | 0,0            | 0              | 0              | 0              | 0        | 0           |
| 1999     | PIT      | 10    | 5       | 4       | 1       | 2,0     | 0              | 0              | 0,0            | 0              | 0              | 0              | 1        | 1           |
| 2000     | PIT      | 15    | 5       | 3       | 2       | 1,0     | 0              | 0              | 0,0            | 0              | 0              | 0              | 0        | 1           |
| 2001     | NE       | 16    | 63      | 40      | 23      | 3,0     | 2              | 27             | 13,5           | 15             | 0              | 7              | 0        | 0           |
| 2002     | NE       | 16    | 82      | 58      | 24      | 4,5     | 1              | 0              | 0,0            | 0              | 0              | 4              | 0        | 2           |
| 2003     | NE       | 13    | 52      | 37      | 15      | 9,5     | 2              | 18             | 9,0            | 14             | 0              | 2              | 4        | 1           |
| 2004     | NE       | 16    | 71      | 54      | 17      | 5,5     | 0              | 0              | 0,0            | 0              | 0              | 3              | 0        | 0           |
| 2005     | NE       | 16    | 108     | 73      | 35      | 4,5     | 2              | 23             | 11,5           | 24             | 1              | 3              | 1        | 0           |
| 2006     | NE       | 16    | 89      | 54      | 35      | 4,5     | 3              | 0              | 0.0            | 2              | 0              | 1              | 3        | 1           |
| 2007     | NE       | 16    | 77      | 55      | 22      | 12,5    | 0              | 0              | 0,0            | 0              | 0              | 0              | 4        | 0           |
| 2008     | NE       | 16    | 62      | 40      | 22      | 4,0     | 1              | 5              | 5,0            | 5              | 0              | 4              | 1        | 1           |
| 2009     | KC       | 14    | 52      | 43      | 9       | 2,0     | 0              | 0              | 0,0            | 0              | 0              | 5              | 2        | 1           |
| 2010     | KC       | 16    | 48      | 30      | 18      | 0,0     | 0              | 0              | 0,0            | 0              | 0              | 1              | 1        | 0           |
| Carreira | Carreira | 206   | 740     | 511     | 229     | 57,0    | 11             | 73             | 6,7            | 24             | 1              | 30             | 19       | 9           |

## Carreira como treinador

### Ohio State
Vrabel se aposentou em 10 de julho de 2011 para se tornar o treinador de linebackers de Ohio State. Em 21 de dezembro de 2011, o novo treinador de Ohio State, Urban Meyer, decidiu manter Vrabel como parte de sua equipe técnica como treinador de linha defensiva.

### Houston Texans
Em 10 de janeiro de 2014, Vrabel foi contratado pelo Houston Texans como treinador de linebackers. Em janeiro de 2016, os meios de comunicação informaram que o San Francisco 49ers ofereceu a Vrabel o emprego de coordenador defensivo; Vrabel recusou a oferta e permaneceu em Houston.
Em janeiro de 2017, os Texans nomearam Vrabel como seu coordenador defensivo, transferindo o coordenador anterior, Romeo Crennel, para o cargo de assistente técnico-adjunto.

### Tennessee Titans

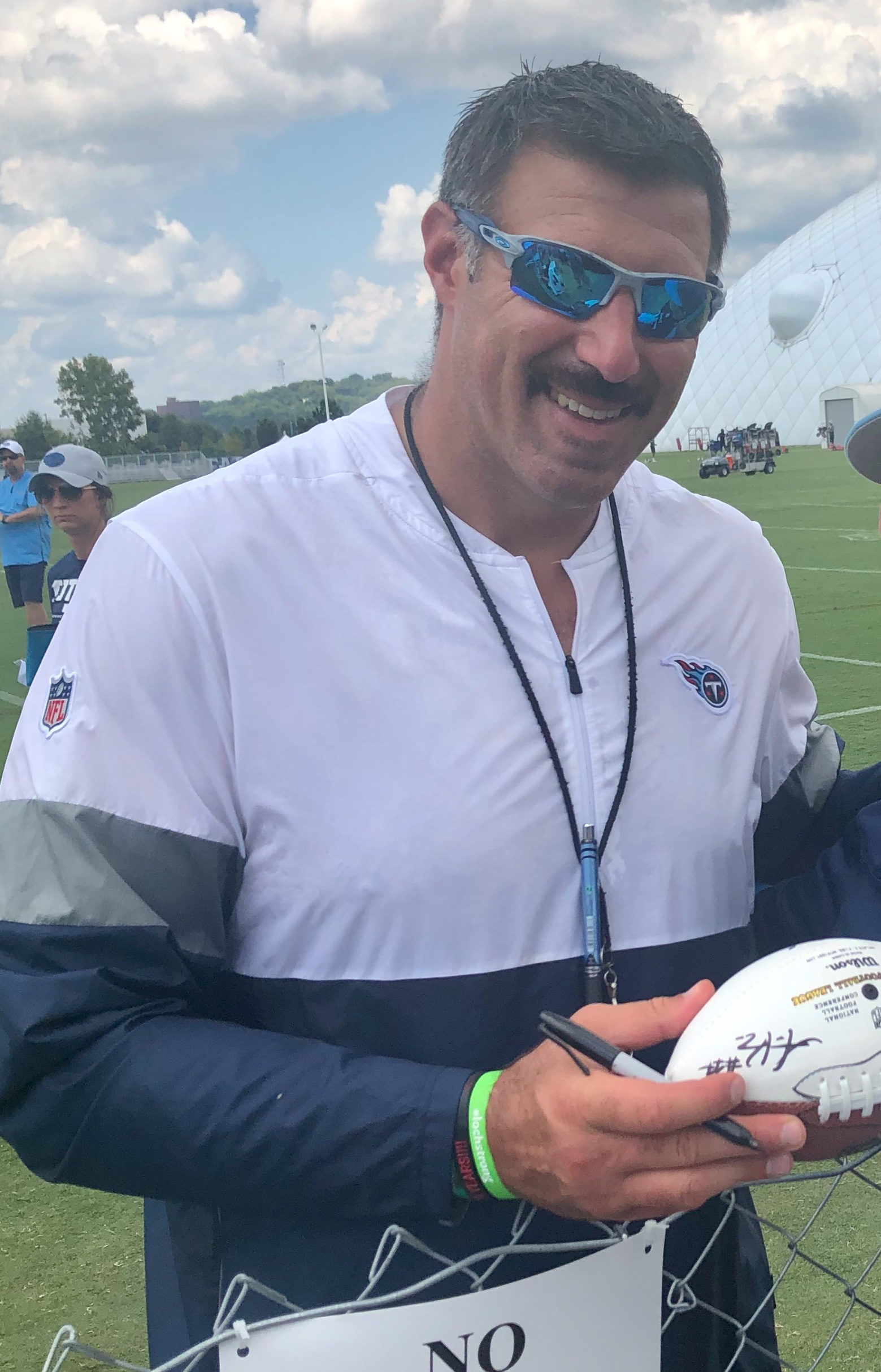
Vrabel em 2019.

Em 20 de janeiro de 2018, Vrabel foi contratado como treinador principal do Tennessee Titans em um contrato de 5 anos. Em 16 de setembro de 2018, Vrabel venceu o Houston Texans por 20-17 e conquistou sua primeira vitória como treinador principal.
Em 11 de novembro de 2018, Vrabel venceu seu ex-treinador Bill Belichick e o New England Patriots por 34-10.
Em 2020 (na temporada de 2019), ele liderou os Titans até o  AFC Championship Game, onde perderam para o Kansas City Chiefs. Em janeiro de 2024, ele foi dispensado do comando dos Titans após seis anos e 54% de aproveitamento.

### New England Patriots
Em 12 de janeiro de 2025, Vrabel foi contratado pelos Patriots para ser o treinador principal após a demissão de Jerod Mayo.

### Registro como treinador principal
| Time  | Ano   | Temporada regular | Temporada regular | Temporada regular | Temporada regular | Temporada regular     | Pós-temporada | Pós-temporada | Pós-temporada |
| Time  | Ano   | Vitórias          | Derrotas          | Empates           | PCT%              | Resultado             | Vitórias      | Derrotas      | PCT%          |
| ----- | ----- | ----------------- | ----------------- | ----------------- | ----------------- | --------------------- | ------------- | ------------- | ------------- |
| TEN   | 2018  | 9                 | 7                 | 0                 | 56,3%             | 3º lugar na AFC South | —             | —             | —             |
| TEN   | 2019  | 9                 | 7                 | 0                 | 56,3%             | 2º lugar na AFC South | 2             | 1             | 66,7%         |
| TEN   | 2020  | 11                | 5                 | 0                 | 68,8%             | 1º lugar na AFC South | 0             | 1             | 00%           |
| TEN   | 2021  | 12                | 5                 | 0                 | 70,6%             | 1º lugar na AFC South | 0             | 1             | 00%           |
| TEN   | 2022  | 7                 | 10                | 0                 | 41,2%             | 2º lugar na AFC South | —             | —             | —             |
| TEN   | 2023  | 6                 | 11                | 0                 | 35,3%             | 4º lugar na AFC South | —             | —             | —             |
| Total | Total | 54                | 45                | 0                 | 54,5%             |                       | 2             | 3             | 40%           |

## Vida pessoal
Vrabel e sua esposa, Jennifer, têm dois filhos, Tyler e Carter. Vrabel fundou a "Mike's Second and Seven Foundation" com seus ex-colegas de Ohio State para promover a alfabetização na região de Ohio.
Em março de 2011, Vrabel foi preso e acusado de roubo em um cassino em Indiana. De acordo com relatos da estação de televisão KMBC e ProFootballTalk.com de Kansas City, o incidente envolveu oito garrafas de cerveja em uma delicatesse. Vrabel foi liberado depois de pagar uma multa de US $ 600.